# ژروم فراری
ژروم فراری (به فرانسوی: Jérôme Ferrari؛ زاده ۱۹۶۸ در پاریس) یک نویسنده و مترجم اهل فرانسه است. او در سال ۲۰۱۲ برنده جایزه گنکور برای کتاب دربارهٔ سقوط روم شد.
فراری در جزیره کرس زندگی می‌کند و برای چندین سال به تدریس فلسفه در الجزیره پرداخته است.
در حال حاضر او استاد فلسفه در مدرسه فرانسوی ابوظبی است.